# Лок, Эдуар
Эдуар Лок (фр.  Édouard Lock, родился 3 марта 1954 года в Касабланке, Марокко) — канадский хореограф, экспериментатор в области современного танца, исследующий предельные возможности движения человеческого тела.

## Биография
В 1957 году, вскоре после рождения, вместе с родителями переехал в Монреаль.
В 1981 году Эдуар основал собственную танцевальную компанию, которая вскоре стала носить название La La La Human Steps. На протяжении 17 лет делал спектакли для Луизы Лекавалье, которая была основной исполнительницей в труппе и практически музой для хореографа. В 2011 году создал «Новую работу» — спектакль на барочную музыку с участием балерины Дианы Вишнёвой.

## Постановки
- 1975 — «Украденное время» (Temps Volé)
- 1977 — «Водоворот» (Remous), «Дом моей матери» (La maison de ma mère)
- 1978 — «Пловец» (Le Nageur), «Соло для женщины» (Solo pour une femme)
- 1979 — «Четыре женских соло» (Solos pour quatre femmes)
- 1980 — «Лили Марлен в джунглях» (Lily Marlène dans la jungle)
- 1981 — «Апельсины» (Oranges)
- 1983 — «Превращение бизнесмена в ангела» (Bussinessman in the process of becoming an angel)
- 1985 — «Человеческий пол» (Human Sex)
- 1987 — «Сексуальный дуэт № 1» (La La La Human Steps sex duo nº1), «Новые демоны» (New Demons)
- 1988 — «Танцы насущные» (Bread dances), «Оглянись во гневе» (Look back in anger, музыка Дэвида Боуи)
- 1989 — «Танец до падения» (Danse avant de tomber)
- 1990 — «Звук и видения» (Sound and visions, музыка Дэвида Боуи)
- 1991 — Infante, c’est destroy
- 1992 — «Жёлтая акула» (The yellow Shark, музыка Фрэнка Заппы)
- 1994 — «Маленький музей Веласкеса» (Le petit musée de Velásquez)
- 1995 — «2»
- 1996 — «Этюд» (Étude, музыка Гэвина Брайерса)
- 1998 — Exaucé/Salt
- 1999 — «Нажмите для включения» (Touch to include)
- 2002 — «Амелия» (Amelia, музыка Лу Рида), «АндреОрия» (AndréAuria, музыка Д. Ланга), Парижская национальная опера
- 2003 — Бореады[англ.], опера Жана-Филиппа Рамо), Парижская национальная опера
- 2008 — Amjad
- 2011 — «Новая работа Эдуарда Лока» (музыка из опер «Дидона и Эней» Генри Пёрселла и «Орфей и Эвридика» Кристофа Глюка в обработке Гэвина Брайерса)
- 2016 — «Иоланта / Щелкунчик», Парижская опера, режиссёр Дмитрий Черняков

## Признание
- 1986 — премия «Бесси»[англ.] (за балет «Человеческий пол»)
- 2001 — кавалер Национального ордена Квебека, офицер Ордена Канады
- 2003 — приз «Benois de la Danse» (за балет «АндреОрия»)[2]
- 2010 — почётный доктор Университета Квебека в Монреале; премия Молсона